# كاثرين لويد بورنس
كاثرين لويد بورنس (بالإنجليزية: Catherine Lloyd Burns)‏ (و. 1961  م) هي ممثلة تلفزيونية، وكاتبة سير، وممثلة أفلام، وكاتِبة من الولايات المتحدة، وكندا، ولدت في نيويورك.

## وصلات خارجية
- كاثرين لويد بورنس على موقع IMDb (الإنجليزية)
- كاثرين لويد بورنس على موقع ألو سيني (الفرنسية)
- كاثرين لويد بورنس على موقع أول موفي (الإنجليزية)
- كاثرين لويد بورنس على موقع قاعدة بيانات الأفلام السويدية (السويدية)
- كاثرين لويد بورنس على موقع قاعدة بيانات الفيلم (الإنجليزية)
- كاثرين لويد بورنس على موقع ليتربوكسد (الإنجليزية)
- كاثرين لويد بورنس على موقع كينوبويسك (الروسية)